# Rusko na Eurovision Song Contest
Rusko se zúčastnilo 23 ročníků soutěže Eurovision Song Contest, poprvé v roce 1994. Země dokázala zvítězit pouze jednou, a to v roce 2008, kdy získal nejvíce bodů Dima Bilan s písní „Believe“. Přesto patří mezi nejúspěšnější země v 21. století, 10krát se umístila mezi 10 nejlepšími – druhá v letech 2000, 2006, 2012 a 2015, třetí v letech 2003, 2007, 2016 a 2019, a pátá v roce 2013. Rusko pouze jednou nepostoupilo do finále, a to v roce 2018.
V důsledku ruské invaze na Ukrajinu byli ruští členové EVU (VGTRK, První kanál a Radio Dom Ostankino) vyloučeni z organizace, země se tak nadále nemůže soutěže účastnit.

## Výsledky
| Rok                           | Interpret                 | Píseň                                                | Jazyk                   | Finále        | Finále        | Semifinále                | Semifinále                |
| Rok                           | Interpret                 | Píseň                                                | Jazyk                   | Pořadí        | Body          | Pořadí                    | Body                      |
| ----------------------------- | ------------------------- | ---------------------------------------------------- | ----------------------- | ------------- | ------------- | ------------------------- | ------------------------- |
| 1994                          | Youddiph                  | „Večnyj strannik“ (Вечный странник)                  | ruština                 | 9.            | 70            | nekonalo se               | nekonalo se               |
| 1995                          | Filipp Kirkorov           | „Kolybelnaja dlja vulkana“ (Колыбельная для вулкана) | ruština                 | 17.           | 17            | nekonalo se               | nekonalo se               |
| 1996                          | Andrey Kosinsky           | „Ja eto ja“ (Я это я)                                | ruština                 | nepostup      | nepostup      | 27.                       | 14                        |
| 1997                          | Alla Pugačova             | „Primadonna“ (Примадонна)                            | ruština                 | 15.           | 33            | nekonalo se               | nekonalo se               |
| bez účasti v letech 1998–1999 |                           |                                                      |                         |               |               |                           |                           |
| 2000                          | Alsou                     | „Solo“                                               | angličtina              | 2.            | 155           | nekonalo se               | nekonalo se               |
| 2001                          | Mumiy Troll               | „Lady Alpine Blue“                                   | angličtina              | 12.           | 37            | nekonalo se               | nekonalo se               |
| 2002                          | Prime Minister            | „Northern Girl“                                      | angličtina              | 10.           | 55            | nekonalo se               | nekonalo se               |
| 2003                          | t.A.T.u.                  | „Ne ver, ne bojsja“ (Не верь, не бойся)              | ruština                 | 3.            | 164           | nekonalo se               | nekonalo se               |
| 2004                          | Julia Savicheva           | „Believe Me“                                         | angličtina              | 11.           | 67            | TOP 11 z předchozího roku | TOP 11 z předchozího roku |
| 2005                          | Natalia Podolskaya        | „Nobody Hurt No One“                                 | angličtina              | 15.           | 57            | TOP 12 z předchozího roku | TOP 12 z předchozího roku |
| 2006                          | Dima Bilan                | „Never Let You Go“                                   | angličtina              | 2.            | 248           | 3.                        | 217                       |
| 2007                          | Serebro                   | „Song #1“                                            | angličtina              | 3.            | 207           | TOP 10 z předchozího roku | TOP 10 z předchozího roku |
| 2008                          | Dima Bilan                | „Believe“                                            | angličtina              | 1.            | 272           | 3.                        | 135                       |
| 2009                          | Anastasija Prychoďko      | „Mamo“ (Мамо)                                        | ruština, ukrajinština   | 11.           | 91            | hostitelská země          | hostitelská země          |
| 2010                          | Peter Nalitch and Friends | „Lost and Forgotten“                                 | angličtina              | 11.           | 90            | 7.                        | 74                        |
| 2011                          | Alexej Vorobjov           | „Get You“                                            | angličtina, ruština     | 16.           | 77            | 9.                        | 64                        |
| 2012                          | Buranovskiye Babushki     | „Party for Everybody“                                | udmurtština, angličtina | 2.            | 259           | 1.                        | 152                       |
| 2013                          | Dina Garipova             | „What If“                                            | angličtina              | 5.            | 174           | 2.                        | 156                       |
| 2014                          | Tolmachevy Sisters        | „Shine“                                              | angličtina              | 7.            | 89            | 6.                        | 63                        |
| 2015                          | Polina Gagarina           | „A Million Voices“                                   | angličtina              | 2.            | 303           | 1.                        | 182                       |
| 2016                          | Sergey Lazarev            | „You Are the Only One“                               | angličtina              | 3.            | 491           | 1.                        | 342                       |
| 2017                          | Julija Samojlova          | „Flame Is Burning“                                   | angličtina              | odstoupení    | odstoupení    | odstoupení                | odstoupení                |
| 2018                          | Julija Samojlova          | „I Won't Break“                                      | angličtina              | nepostup      | nepostup      | 15.                       | 65                        |
| 2019                          | Sergej Lazarev            | „Scream“                                             | angličtina              | 3.            | 370           | 6.                        | 217                       |
| 2020                          | Little Big                | „Uno“                                                | angličtina, španělština | ročník zrušen | ročník zrušen | ročník zrušen             | ročník zrušen             |
| 2021                          | Maniža                    | „Russian Woman“                                      | ruština, angličtina     | 9.            | 204           | 3.                        | 225                       |
| bez účasti od roku 2022       |                           |                                                      |                         |               |               |                           |                           |

| Legenda | Legenda                              |
| ------- | ------------------------------------ |
| 1       | 1. místo                             |
| 2       | 2. místo                             |
| 3       | 3. místo                             |
| ◁       | poslední místo                       |
| X       | interpret vybrán, ale nezúčastnil se |

## Galerie

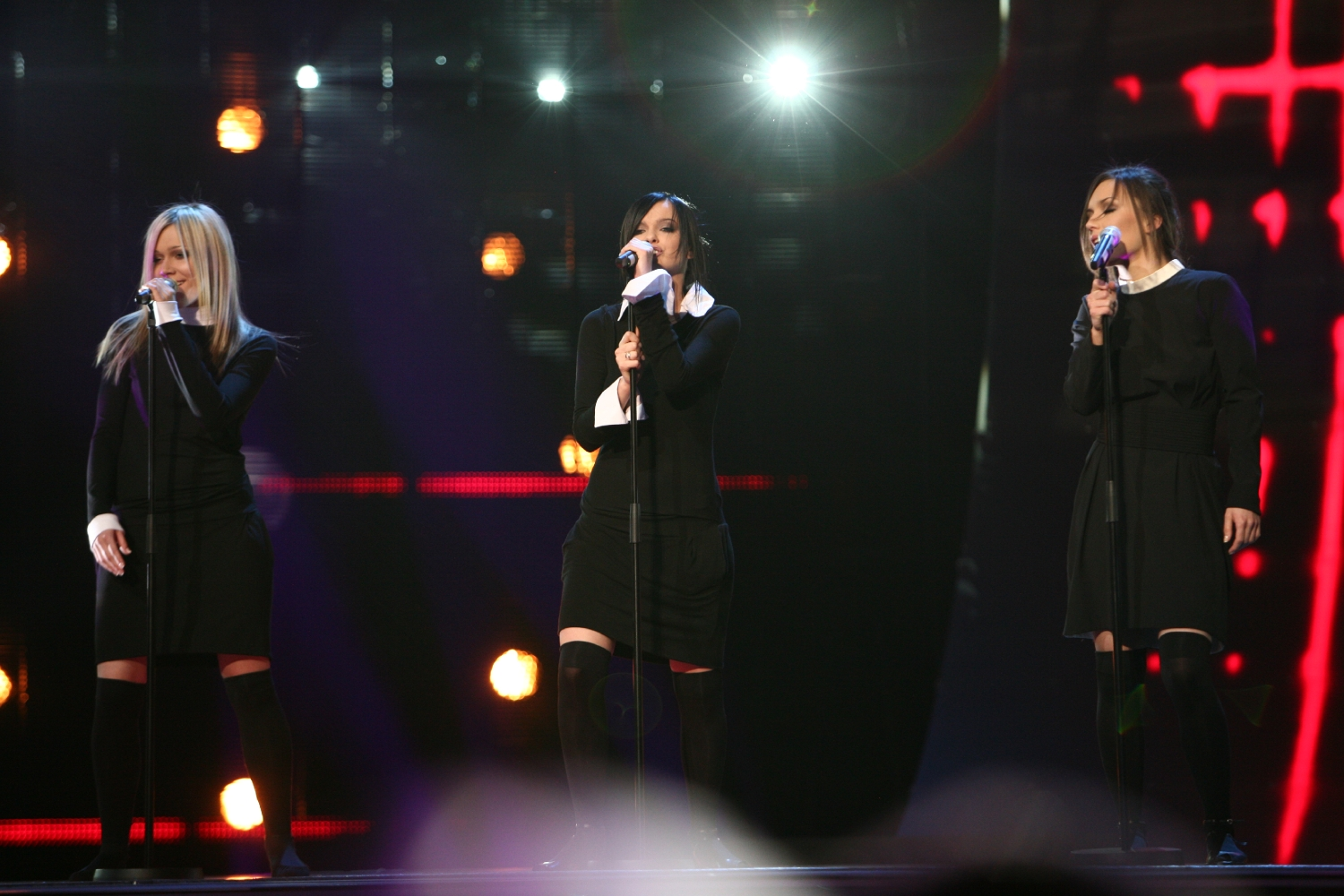
Serebro v Helsinkách 2007
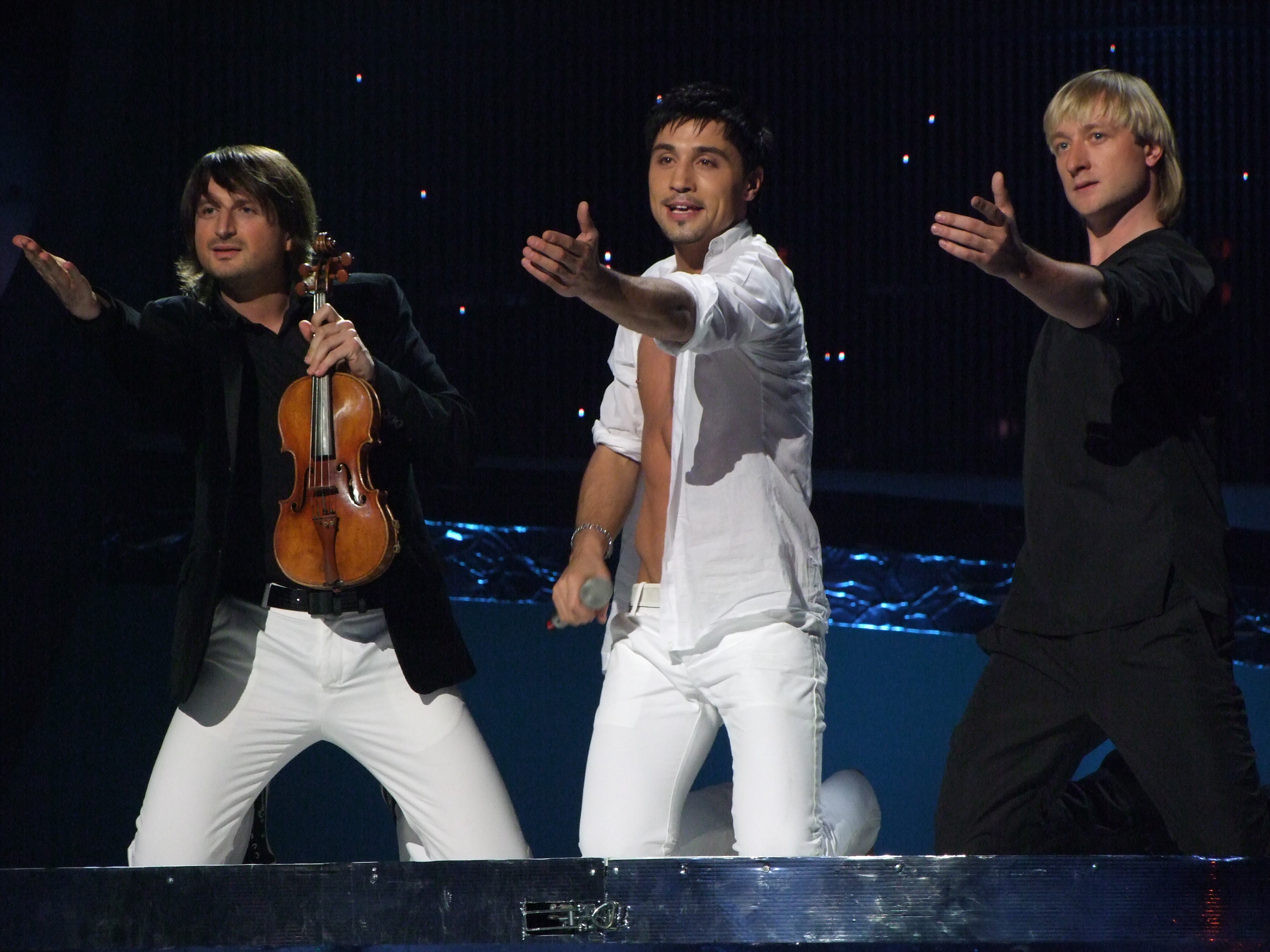
Dima Bilan v Bělehradu 2008
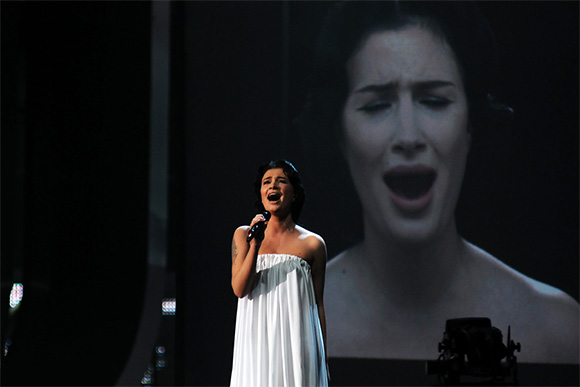
Anastasija Prychoďko v Moskvě 2009
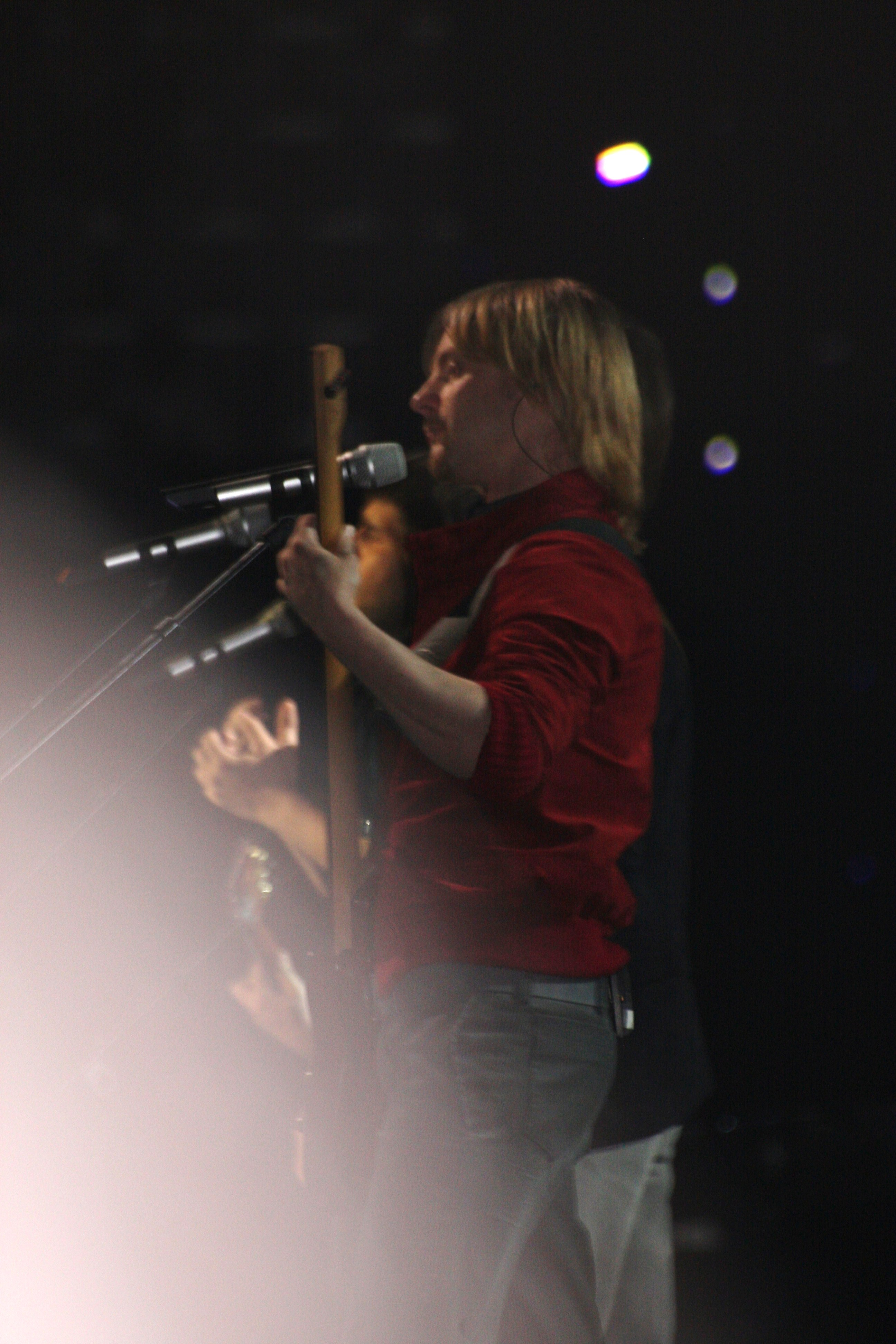
Pjotr Nalič and Friends v Oslu 2010
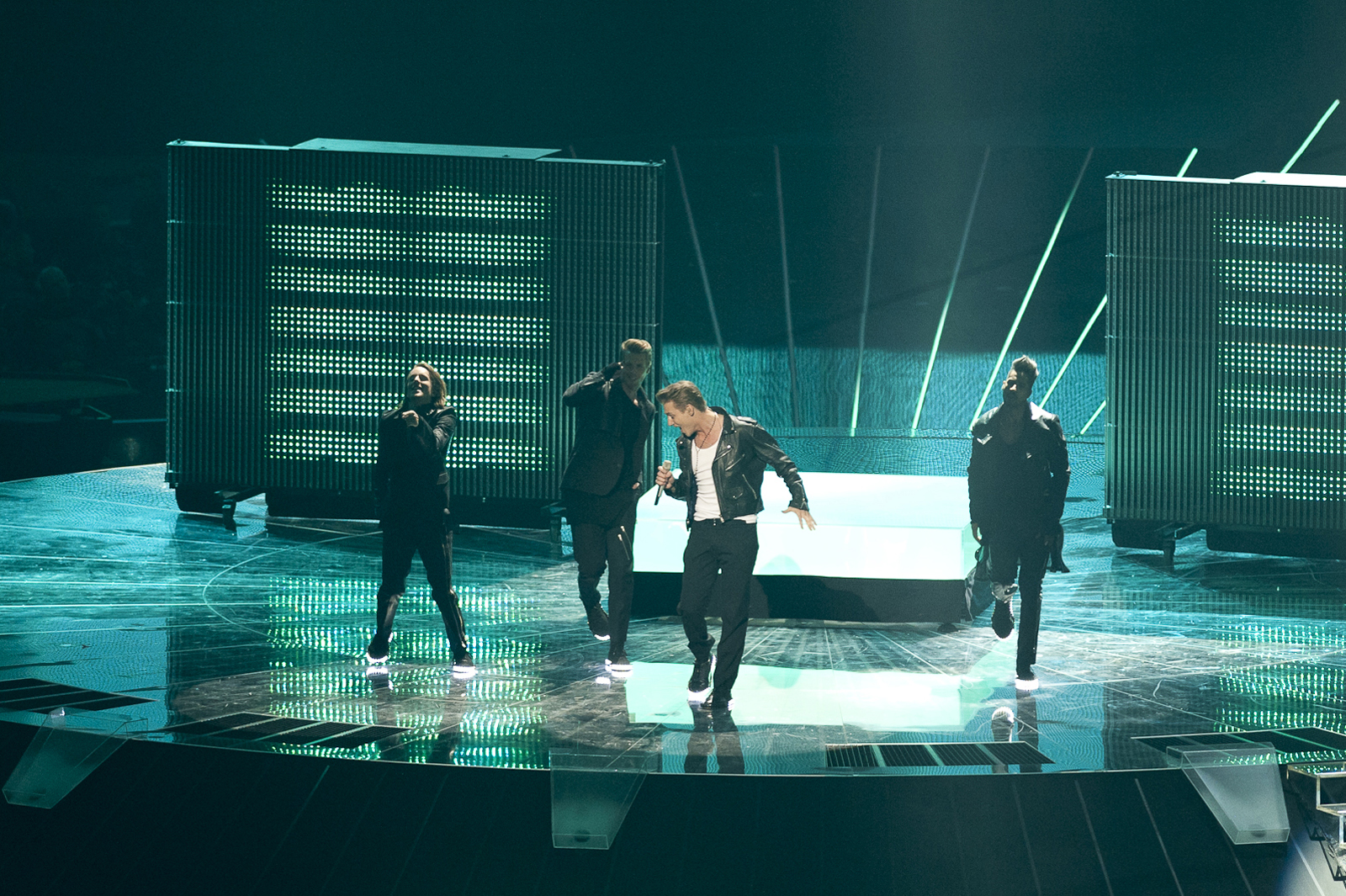
Alexej Vorobjov v Düsseldorfu 2011
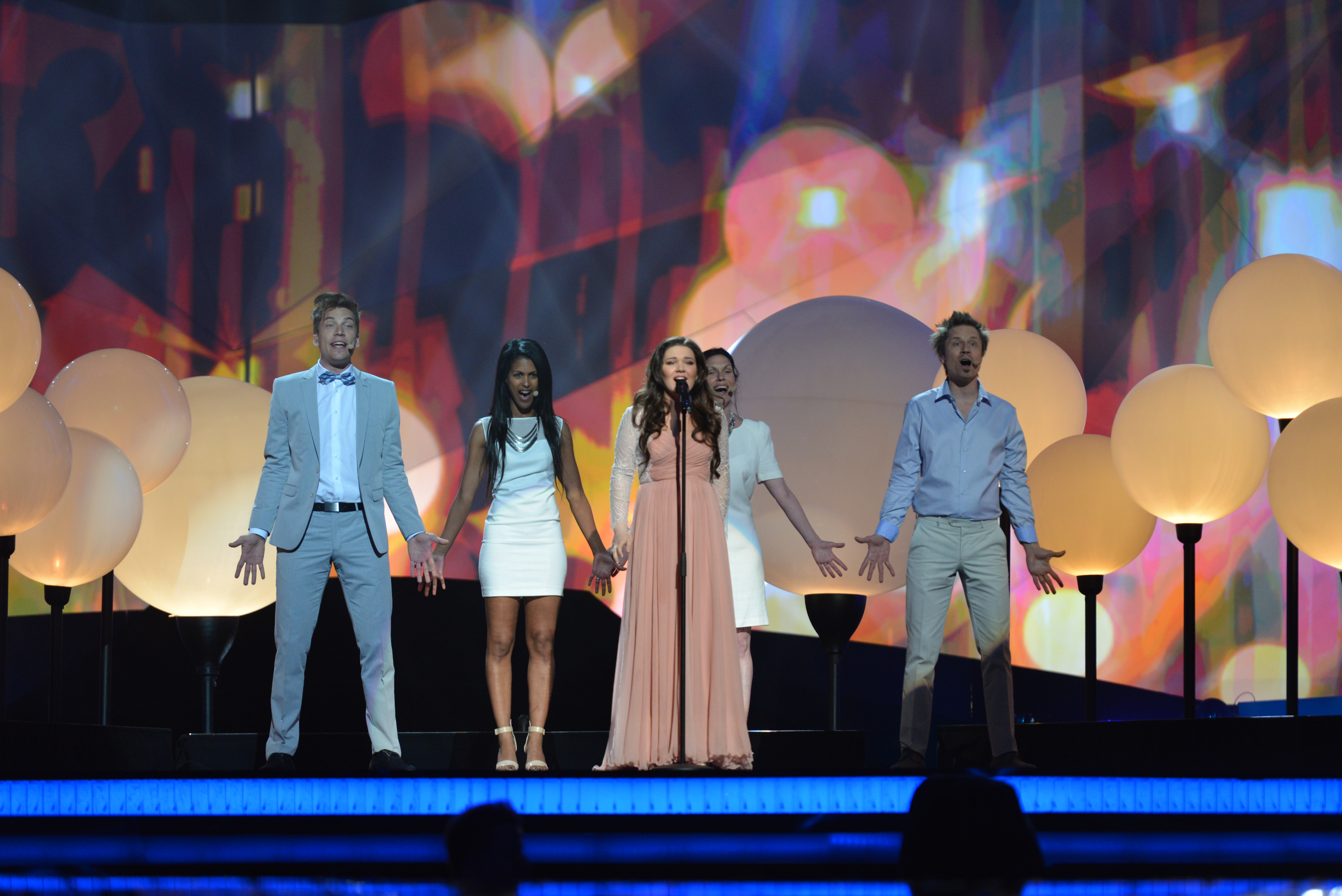
Dina Garipova v Malmö 2013
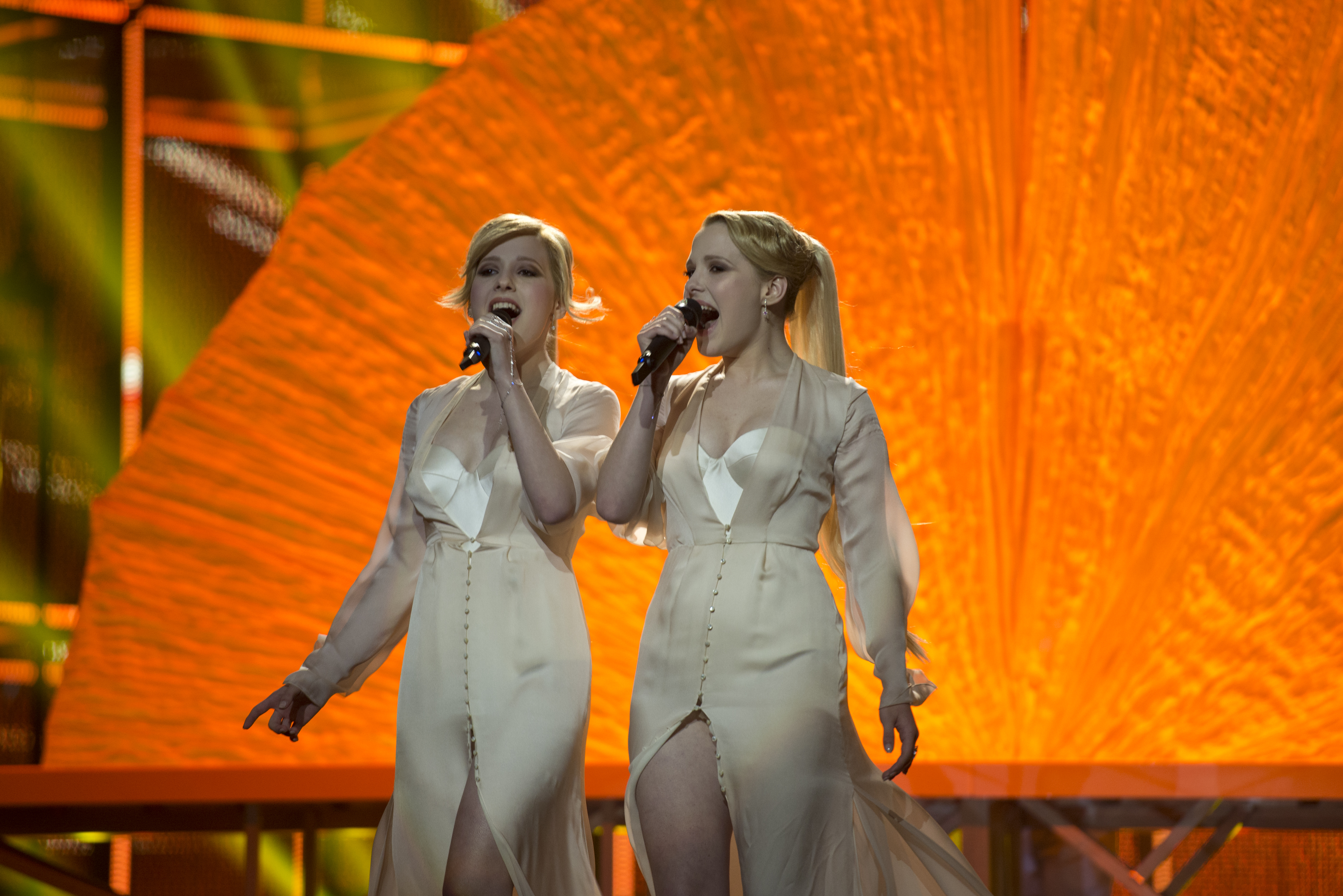
Tolmachevy Sisters v Kodani 2014
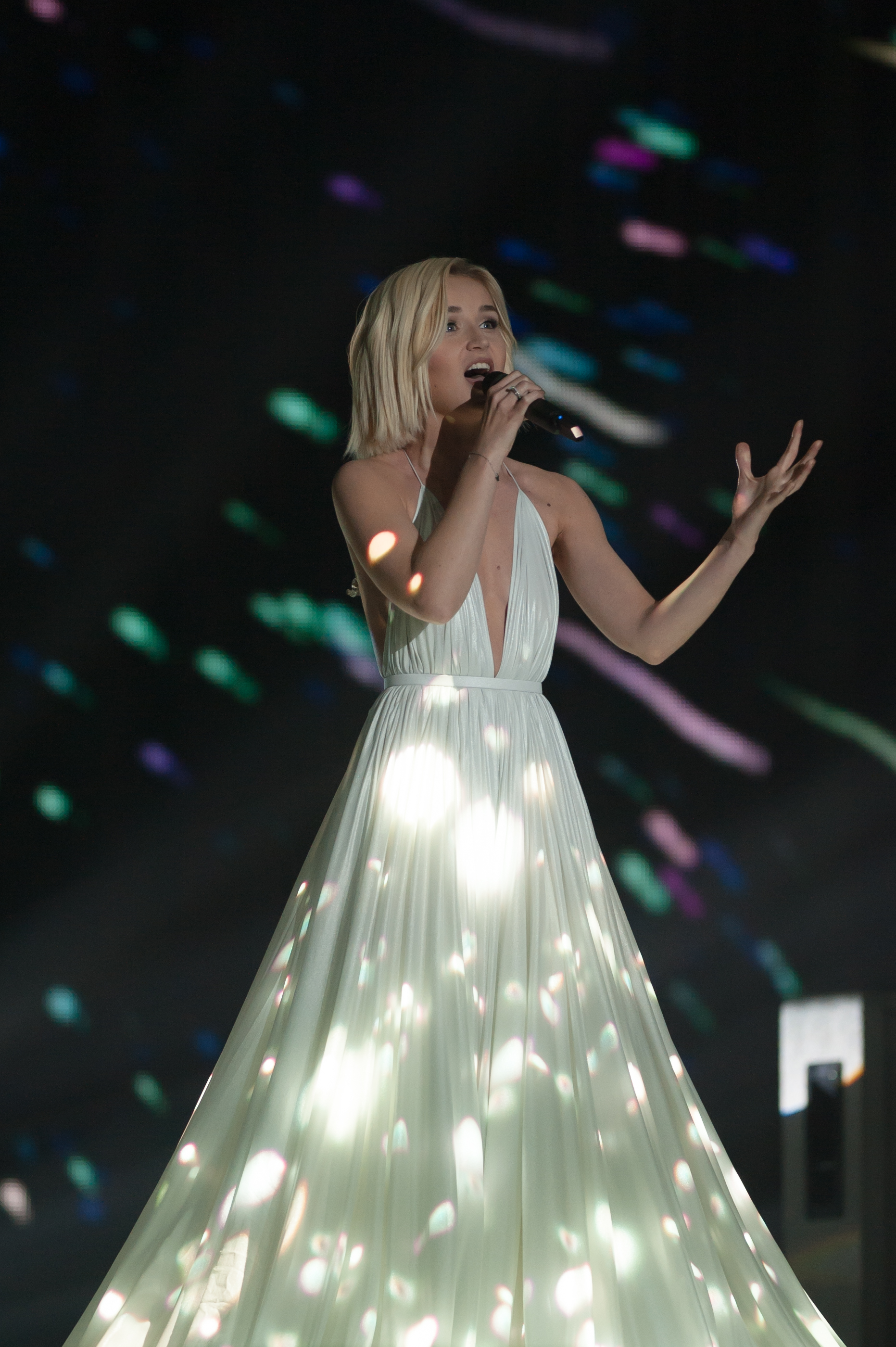
Polina Gagarina ve Vídni 2015
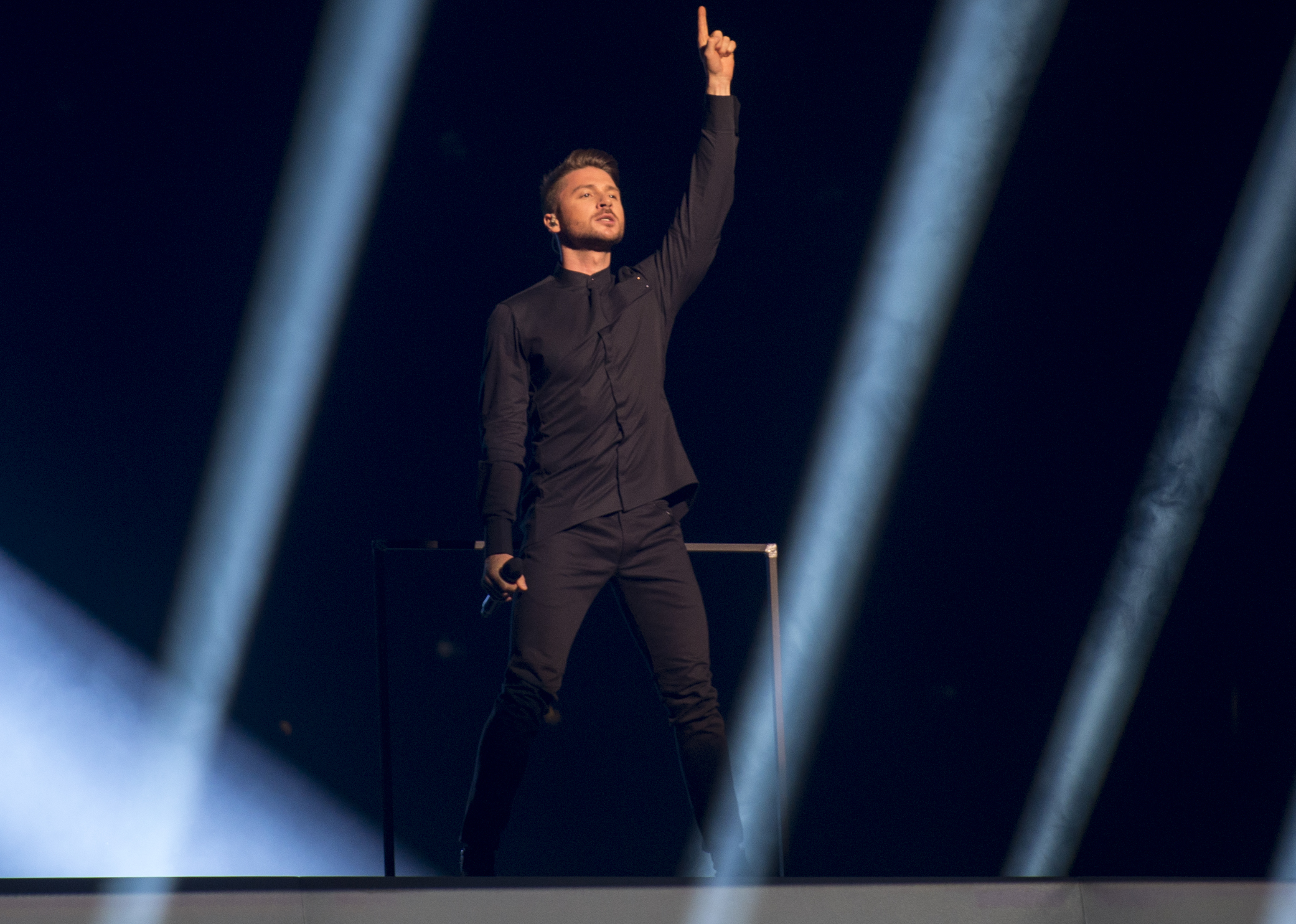
Sergej Lazarev ve Stockholmu 2016
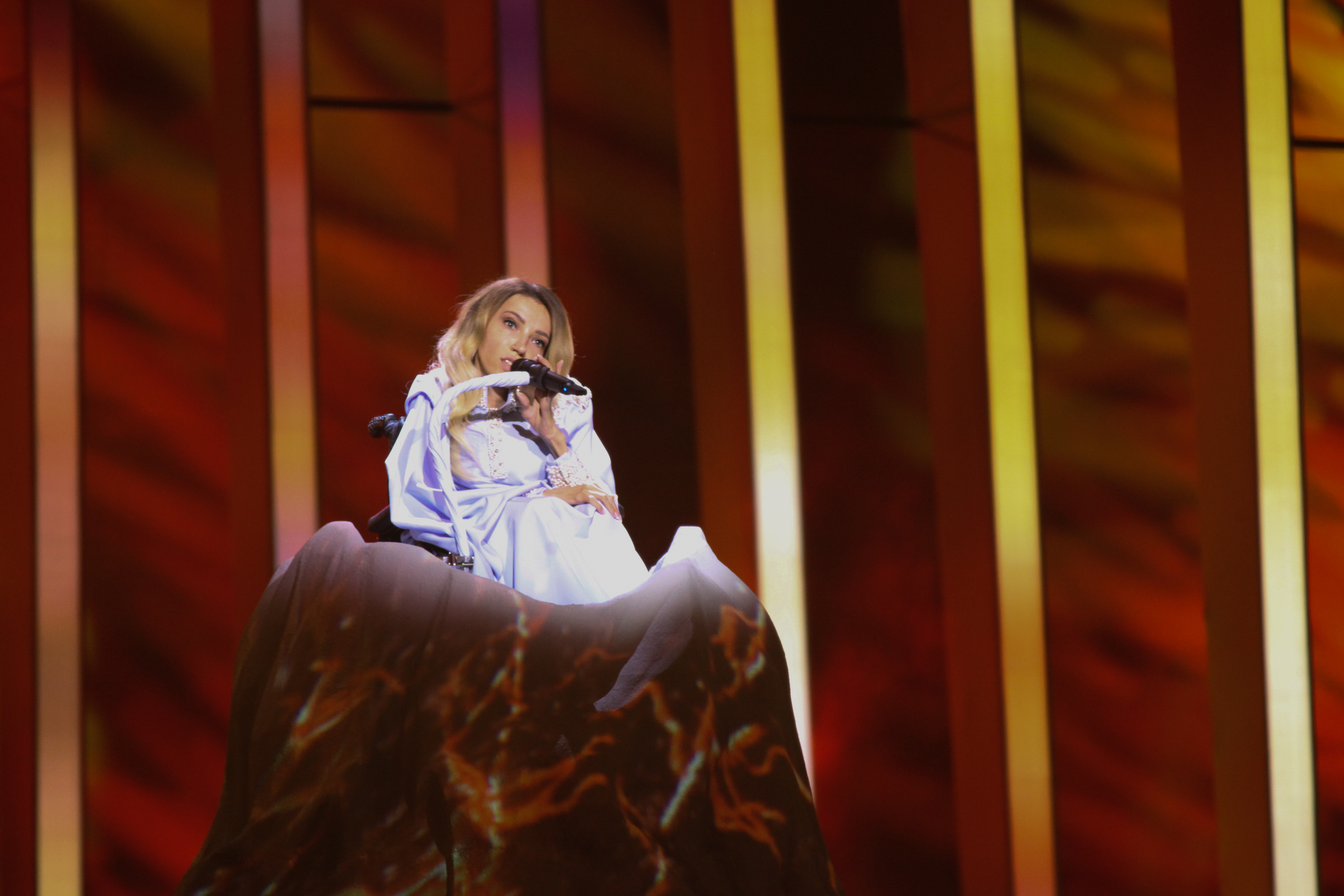
Julija Samojlova v Lisabonu 2018
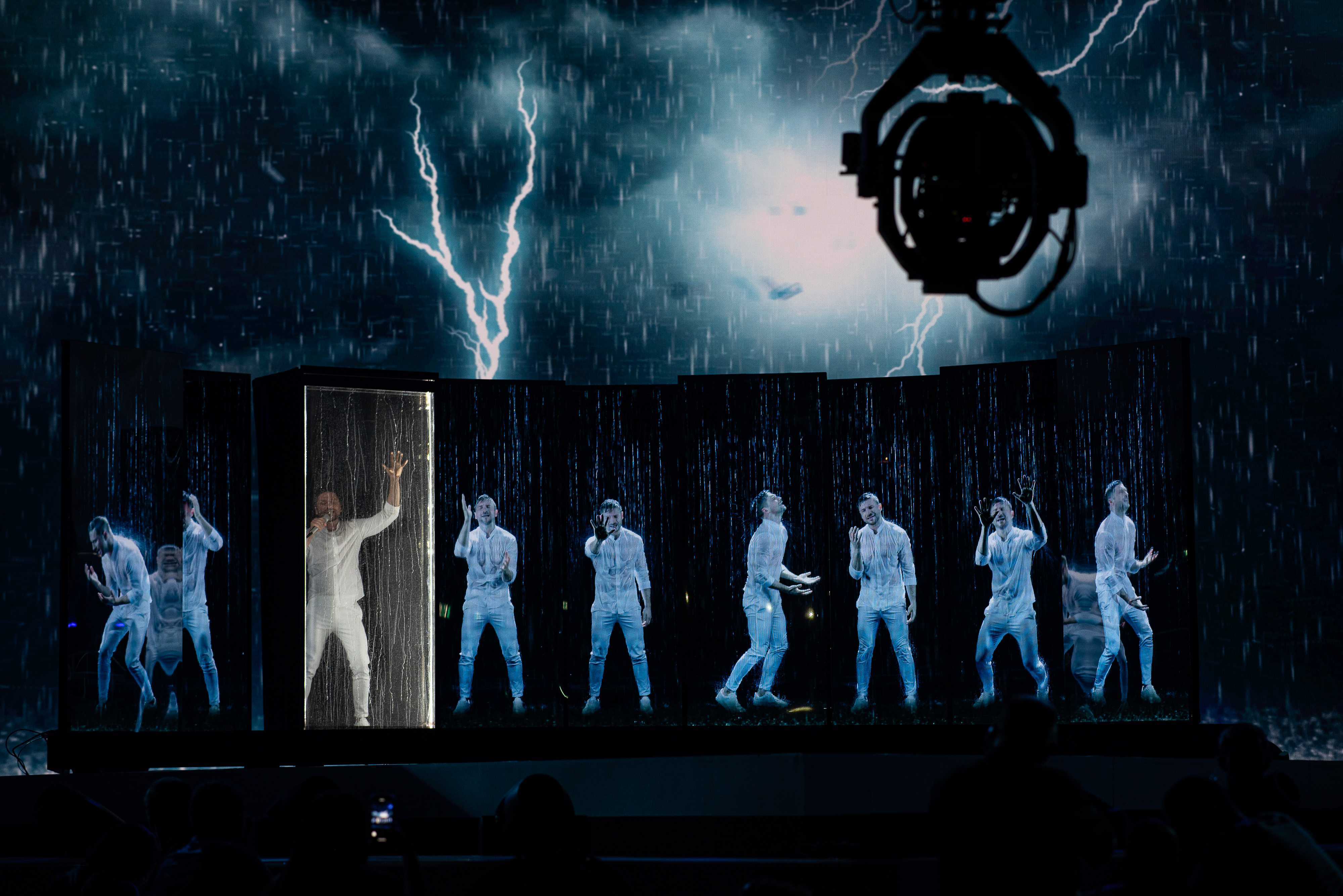
Sergej Lazarev v Tel Avivu 2019
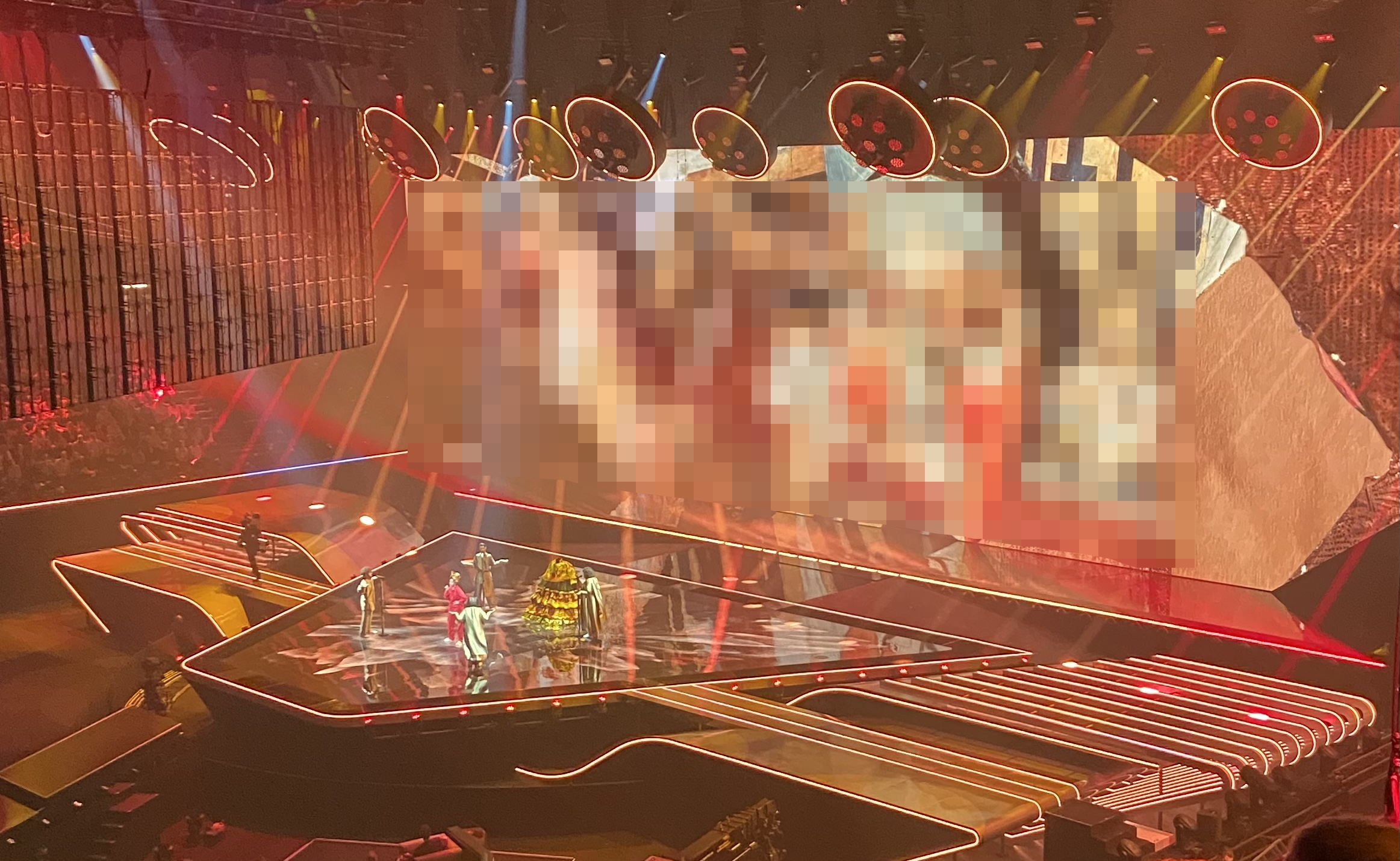
Maniža v Rotterdamu 2021